# Liste des quotidiens et hebdomadaires québécois disparus
Cet article présente une liste des quotidiens et hebdomadaires québécois disparus, présentés en ordre chronologique de première parution.

## 1760-1769
| Titre                                   | Devise | Lieu   | Fondateur(s)                    | Périodicité  | Durée |
| --------------------------------------- | ------ | ------ | ------------------------------- | ------------ | --- |
| The Quebec Gazette/La Gazette de Québec |        | Québec | William Brown et Thomas Gilmore | hebdomadaire | 21 juin 1764 au 30 octobre 1874 (fusionne avec le Morning Chronicle et devient le Quebec Chronicle and Quebec Gazette) |

## 1770-1779
| Titre                                                                     | Devise | Lieu     | Fondateur(s)   | Périodicité  | Durée                                                                |
| ------------------------------------------------------------------------- | ------ | -------- | -------------- | ------------ | -------------------------------------------------------------------- |
| La Gazette du commerce et littéraire pour la Ville & District de Montréal |        | Montréal | Fleury Mesplet | hebdomadaire | 3 juin 1778 au 2 juin 1779 (Fleury Mesplet est arrêté et emprisonné) |
| La Gazette de Montréal/The Montreal Gazette                               |        | Montréal | Fleury Mesplet |              | 25 août 1785 à aujourd'hui                                           |
| Le Courier de Québec ou héraut francois                                   |        | Québec   | William Moore  |              | 1788 à                                                               |
| Quebec Herald and Universal Miscellany                                    |        | Québec   | William Moore  | hebdomadaire | 24 novembre 1788 au 23 juillet 1792                                  |

## 1790-1799
| Titre                                     | Devise | Lieu   | Fondateur(s)                       | Périodicité  | Durée                        |
| ----------------------------------------- | ------ | ------ | ---------------------------------- | ------------ | ---------------------------- |
| Le Magasin de Quebec/ The Quebec Magazine |        | Québec | Samuel Neilson                     | mensuel      | août 1792 à février 1794     |
| Le Cours du tems/ The Times               |        | Québec | John Jones et William Vondenvelden | hebdomadaire | 24 juin 1794 au 25 juin 1795 |

## 1800-1809
| Titre                                       | Devise | Lieu     | Fondateur(s) | Périodicité | Durée                              |
| ------------------------------------------- | --- | -------- | --- | --- | ---------------------------------- |
| The British American Register               | | Québec   | John Neilson | hebdomadaire | 1802 au 6 août 1803                |
| Quebec Mercury                              | | Québec   | Thomas Cary | hebdomadaire | 1804 à 1903                        |
| L'Almanach des dames                        | |          | Louis Plamondon | | 1806 à                             |
| Le Canadien                                 | Fiat justitia ruat caelum (en français : « Que justice soit faite, même si le ciel doit s'écrouler ») et plus tard « Nos institutions, notre langue et nos lois! » | Québec   | Pierre-Stanislas Bédard, François Blanchet et J-Thomas Taschereau                                                                      | Hebdomadaire (1806-1825), Bihebdomadaire (1831-1832), Trihebdomadaire (1832-1857), Quotidien (1857), Trihebdomadaire (1857-1874), Quotidien (1874-1893), Hebdomadaire (1906-1909) | 22 novembre 1806 à 1909            |
| Courier de Québec                           | | Québec   | Pierre-Amable de Bonne et Joseph-François Perrault, fondateurs, Pierre-Édouard Desbarats, imprimeur, Jacques Labrie, éditeur-rédacteur | bihebdomadaire | 3 janvier 1807 au 31 décembre 1808 |
| Canadian Courant and Montreal Advertiser    | | Montréal | Nahum Mower, propriétaire et éditeur                                                                                                   | hebdomadaire | 11 mai 1807 au 23 mars 1834        |
| La Gazette canadienne/ The Canadian Gazette | | Montréal | Charles Brown, imprimeur et James Brown, éditeur                                                                                       | | 1807 à                             |

## 1810-1819
| Titre                         | Devise | Lieu           | Fondateur(s)                           | Périodicité  | Durée                                                                             |
| ----------------------------- | ------ | -------------- | -------------------------------------- | ------------ | --------------------------------------------------------------------------------- |
| Le Vrai Canadien              |        | Québec         | Pierre-Amable de Bonne                 | hebdomadaire | 10 mars 1810 au 6 mars 1811                                                       |
| The Montreal Herald           |        | Montréal       | William Gray et Mungo Kay              |              | 1811 à 1957                                                                       |
| Le Spectateur canadien        |        | Montréal       | Charles-Bernard Pasteur                | hebdomadaire | 27 mai 1813 au 28 février 1829                                                    |
| The Canadian Inspector        |        | Montréal       | Nahum Mower                            |              | 1815 à                                                                            |
| The Quebec Daily Telegraph    |        |                |                                        |              | 1816 à 1925 (fusionne avec le Quebec Chronicle et devient le Chronicle-Telegraph) |
| L'Aurore                      |        | Montréal       | Joseph Victor Delorme et Michel Bibaud |              | 1817 à                                                                            |
| La Gazette des Trois-Rivières |        | Trois-Rivières | Ludger Duvernay                        |              | 1817 à                                                                            |
| L'Abeille canadienne          |        | Montréal       | Henri-Antoine Mézière                  |              | 1818 à 1819                                                                       |
| Le Courrier du Bas-Canada     |        | Montréal       | Joseph Victor Delorme et Michel Bibaud |              | 1819 à                                                                            |

## 1820-1829
| Titre                                                                                 | Devise                                              | Lieu                        | Fondateur(s)                                                  | Périodicité | Durée                                  |
| ------------------------------------------------------------------------------------- | --------------------------------------------------- | --------------------------- | ------------------------------------------------------------- | ----------- | -------------------------------------- |
| L'Ami de la religion et du roi                                                        |                                                     | Trois-Rivières              | Ludger Duvernay                                               |             | 1820 à                                 |
| The Enquirer                                                                          |                                                     | Québec                      |                                                               |             | 1821 à                                 |
| The Scribbler                                                                         |                                                     | Montréal                    | Samuel Hull Wilcocke                                          |             | 1821 à                                 |
| La Gazette canadienne                                                                 |                                                     | Montréal                    | Jonh Quilliam                                                 |             | 1822 à                                 |
| The Canadian Spectator                                                                |                                                     |                             | John Jones (imprimeur) et Jocelyn Waller                      |             | 1822 à                                 |
| Christian Register                                                                    |                                                     | Montréal                    |                                                               |             | 1823 à                                 |
| British Colonist and St-Francis Gazette                                               |                                                     | Stanstead                   | S. H. Dickerson                                               |             | 1823 à                                 |
| Le Constitutionnel                                                                    |                                                     |                             | Ludger Duvernay                                               |             | 1823 à                                 |
| The Canadian Magazine and Literary Repository                                         |                                                     | Montréal                    | Joseph Nickless, David Chisholmes, Alexander James Christie   |             | 1823 à                                 |
| The Canadian Review and Literary and Historical Journal                               |                                                     | Montréal                    | Henry H. Cunningham, David Chisholmes                         |             | 1824 à                                 |
| La Bibliothèque canadienne, ou miscellanées historiques, scientifiques et littéraires |                                                     | Montréal                    | Michel Bibaud                                                 |             | 1825 à                                 |
| La Minerve                                                                            | « Journal politique, littéraire, commercial, etc. » | Montréal                    | Augustin-Norbert Morin (reprit par Ludger Duvernay peu après) |             | 1826 à 1837 et 9 septembre 1842 à 1899 |
| L'Argus, Journal electorique                                                          |                                                     | Trois-Rivières              | Ludger Duvernay                                               |             | 24 juillet 1827 au 11 mars 1828        |
| La Gazette de Saint-Philippe                                                          |                                                     | Saint-Philippe-de-Laprairie | F-X Pigeon                                                    |             | 1826 à                                 |
| Journal de medecine de Québec                                                         |                                                     | Québec                      | Xavier Tessier                                                |             | 1826 à                                 |
| The Christian Sentinel and Anglo-Canadian Churchman's Magazine                        |                                                     |                             |                                                               |             | 1827 à                                 |
| L'Électeur-The Elector                                                                |                                                     |                             | François Lemaître                                             |             | 1827 à                                 |
| The Irish Vindicator and Canada General Advertiser                                    |                                                     | Montréal                    | Daniel Tracey                                                 |             | 1828 à                                 |
| Journal des sciences naturelles                                                       |                                                     | Québec                      | peut-être Xavier Tessier                                      |             | 1828 à                                 |
| Le Coin du feu                                                                        |                                                     | Montréal                    | Jacques Labrie et Augustin-Norbert Morin                      |             | 1829 à                                 |

## 1830-1839
| Titre                                                             | Devise | Lieu          | Fondateur(s)                                                                                                   | Périodicité | Durée                                |
| ----------------------------------------------------------------- | --- | ------------- | --- | ----------- | ------------------------------------ |
| L'Observateur                                                     | |               | Michel Bibaud, Ludger Duvernay                                                                                 |             | 1830 à                               |
| Le Magasin du Bas-Canada, Journal littéraire et scientifique      | | Montréal      | Michel Bibaud, Ludger Duvernay                                                                                 |             | 1832 à                               |
| L'Ami du peuple, de l'ordre et des lois                           | | Montréal      | les sulpiciens, Jonh Jones, Pierre-Édouard Leclère                                                             |             | 1832 à                               |
| The Vindicator                                                    | | Montréal      | Daniel Tracey                                                                                                  |             | 1832 à                               |
| The Montreal Museum or Journal of Literature and Arts             | | Montréal      | Mary Graddon Gosselin                                                                                          |             | 1832 à                               |
| L'Écho du pays                                                    | | Saint-Charles | Pierre-Dominique Debartzch                                                                                     |             | 1833 à (est remplacé par Le Glaneur) |
| L'Abeille canadienne                                              | | Québec        | François-Xavier Garneau                                                                                        |             | 1833 à                               |
| L’Impartial                                                       | | Laprairie     | |             | 1834 à                               |
| Le Glaneur, journal littéraire, d’agriculture et d’industrie      | | Saint-Charles | |             | 1836 à                               |
| Le Télégraphe                                                     | | Québec        | Philippe Aubert de Gaspé (fils) et Napoléon Aubin                                                              |             | 1836 à                               |
| Le Populaire, journal des intérêts canadiens                      | | Montréal      | Clément-Charles Sabrevois de Bleury, Léon Gosselin, Pierre-Dominique Debartzch, Hyacinthe Leblanc de Marconnay |             | 1837 à                               |
| Le Fantasque                                                      | « Journal rédigé par un flâneur, imprimé en amateur pour ceux qui voudront l'acheter. Je n'obéis ni ne commande à personne, je vais où je veux, je fais ce qui me plaît, je vis comme je peux et je meurs quand il faut. » | Québec        | Napoléon Aubin                                                                                                 |             | 1837 à mai 1845 et 1848 à 1849       |
| Le Libéral                                                        | | Québec        | |             | 1837                                 |
| La Quotidienne                                                    | | Montréal      | François Lemaître                                                                                              |             | 1837                                 |
| Le Temps                                                          | | Montréal      | |             | 1838                                 |
| The Literary Garland                                              | | Montréal      | |             | 1838                                 |
| L'Aurore des Canadas, Journal littéraire, politique et commercial | | Montréal      | Joseph-Guillaume Barthe                                                                                        |             | 1839                                 |

## 1840-1849
| Titre                 | Devise | Lieu   | Fondateur(s) | Périodicité | Durée                                          |
| --------------------- | ------ | ------ | ------------ | ----------- | ---------------------------------------------- |
| L'Avenir              |        |        |              |             | 1847                                           |
| The Morning Chronicle |        | Québec |              |             | 1847 à 1874 (fusionne avec The Quebec Gazette) |

## 1850-1859
| Titre                 | Devise | Lieu           | Fondateur(s) | Périodicité | Durée       |
| --------------------- | ------ | -------------- | ------------ | ----------- | ----------- |
| Le Pays               |        | Montréal       |              |             | 1852        |
| Le Courrier du Canada |        | Québec (ville) |              |             | 1857 à 1901 |

## 1860-1869
| Titre                     | Devise | Lieu       | Fondateur(s)                                                                          | Périodicité  | Durée                                                               |
| ------------------------- | ------ | ---------- | ------------------------------------------------------------------------------------- | ------------ | ------------------------------------------------------------------- |
| Le Franco-Canadien        |        | Saint-Jean | Félix-Gabriel Marchand et Valfroy Vincelette (organe du Parti libéral dans la région) |              | 1er juin 1860 à septembre 1895 (est absorbé par Le Canada Français) |
| La Gazette des campagnes  |        |            |                                                                                       |              | 1861-1895 et 1941-1956                                              |
| Canadian Illustrated News |        |            | George-Édouard Desbarats, William Augustus Leggo                                      | hebdomadaire | octobre 1869 à 1883                                                 |
| The Montreal Star         |        | Montréal   | Hugh Graham                                                                           | quotidien    | 1869 à septembre 1979                                               |

## 1870-1879
| Titre              | Devise                   | Lieu     | Fondateur(s)     | Journaliste(s)      | Périodicité | Durée     |
| ------------------ | ------------------------ | -------- | ---------------- | ------------------- | ----------- | --------- |
| L'Opinion publique |                          |          |                  |                     |             | 1870-1883 |
| L'Écho de Lévis    | « Politique Littéraire » | Lévis    |                  | Alphonse Desjardins |             | 1871-1876 |
| La Patrie          | « Journal du soir »      | Montréal | Honoré Beaugrand |                     |             | 1879-1978 |

## 1880-1889
| Titre         | Devise | Lieu           | Fondateur(s)       | Périodicité    | Durée            |
| ------------- | ------ | -------------- | ------------------ | -------------- | ---------------- |
| Le Temps      |        |                |                    |                | 1883             |
| La Liberté    |        | Trois-Rivières |                    |                | 1884 à 1886      |
| Le Trifluvien |        | Trois-Rivières | Paul-Victor Ayotte | bihebdomadaire | 1888 à juin 1908 |

## 1890-1899
| Titre              | Devise | Lieu                 | Fondateur(s)           | Périodicité  | Durée              |
| ------------------ | ------ | -------------------- | ---------------------- | ------------ | ------------------ |
| Le Canada français |        | Saint-Jean-Richelieu | Félix-Gabriel Marchand | hebdomadaire | 1893 à aujourd'hui |

## 1900-1909
| Titre                      | Devise | Lieu           | Fondateur(s) | Périodicité                              | Durée                                                                                                 |
| -------------------------- | ------ | -------------- | --- | ---------------------------------------- | --- |
| L'Industriel               |        | Shawinigan     | J.-Alexis Dufresne |                                          | 1902 à 1916                                                                                           |
| Le Canada                  |        | Montréal       | |                                          | 4 avril 1903 au 7 novembre 1954                                                                       |
| L'Action sociale           |        | Québec         | mouvement de l'Action sociale catholique à l'initiative des abbés Stanislas-Alfred Lortie et Paul-Eugène Roy et de l'avocat Adjutor Rivard et soutenu par l'archevêque de Québec, Mgr Louis-Nazaire Bégin | quotidien et hebdomadaire                | 21 décembre 1907 à juin 1915 (change de titre pour L'Action catholique)                               |
| Le Nouveau Trois-Rivières  |        | Trois-Rivières | Jean-Baptiste Meilleur-Barthe |                                          | 1908 au 8 octobre 1920 (reprend le nom Le Trifluvien en 1917, cède ses actifs au Nouvelliste en 1920) |
| Le Bien Public             |        | Trois-Rivières | Joseph Barnard soutenu par l'archevêché de Trois-Rivières | hebdomadaire                             | 1909 à 1978                                                                                           |
| Le Courrier de Grand' Mère |        | Grand-Mère     | Elzéar Dallaire | hebdomadaire                             | 1909 à 1917 (devient La Semaine de 1914 à 1917)                                                       |
| La maison moderne          |        | Montréal       | Harrison A. Demers (Moïse Charles Harrison) | hebdomadaire (1905), mensuel (1906-1908) | 1905 à 1908                                                                                           |

## 1910-1919
| Titre                            | Devise | Lieu           | Fondateur(s)                          | Périodicité  | Durée                                                  |
| -------------------------------- | ------ | -------------- | ------------------------------------- | ------------ | ------------------------------------------------------ |
| Le Courrier                      |        | Trois-Rivières |                                       |              | 1913 à 1917                                            |
| L'Action catholique              |        | Québec         |                                       |              | 1915 à 1962 (change de titre pour L'Action)            |
| L'Écho du Saint-Maurice          |        | Shawinigan     | Elzéar Dallaire                       | hebdomadaire | 1915 à 1974 (devient L'Hebdo du Saint-Maurice en 1974) |
| The St. Maurice Valley Chronicle |        | Trois-Rivières | Robert J. Clark, Vivian Burrill       | hebdomadaire | 1918 à 1970                                            |
| Le Quartier latin                |        | Montréal       | étudiants de l'Université de Montréal | hebdomadaire | 1919 à 1977                                            |

## 1920-1929
| Titre                   | Devise | Lieu         | Fondateur(s)         | Périodicité  | Durée |
| ----------------------- | ------ | ------------ | -------------------- | ------------ | --- |
| L'Écho de St-Justin     |        | Saint-Justin | Denis Gérin          |              | 1921 à 1977 (devient L'Écho de Louiseville et du comté de Maskinongé en 1948, puis L'Écho de Louiseville en 1969, puis fusionne avec Le Courrier de Berthierville en 1977 pour former L'Écho de Louiseville / Berthier en 1977) |
| The Shawinigan Standard |        | Shawinigan   | David Raymond Wilson | hebdomadaire | 1928 à 1970 |
| Le Petit Journal        |        | Montréal     |                      | hebdomadaire | 1926 à 1978 |

## 1930-1939
| Titre                        | Devise | Lieu                | Fondateur(s)                       | Périodicité  | Durée                                                             |
| ---------------------------- | ------ | ------------------- | ---------------------------------- | ------------ | ----------------------------------------------------------------- |
| L'Illustration               |        | Montréal            |                                    |              | 1930 à 1978 (devient L'Illustration nouvelle puis Montréal-Matin) |
| L'Avenir du Cap              |        | Cap-de-la-Madeleine | Hervé-Edgar Brunelle               | hebdomadaire | 1935 à 1953 (devient L'Avenir de la Mauricie en 1952 et 1953)     |
| Les Chutes de Shawinigan     |        | Shawinigan          | J.-Armand Foucher                  | hebdomadaire | 26 octobre 1938 au 24 décembre 1968                               |
| L'Écho de La Tuque           |        | La Tuque            | Clément Marchand, Raymond Douville | hebdomadaire | 1938 à                                                            |
| Le Laurentien de Grand' Mère |        | Grand-Mère          | J.-Armand Foucher                  | hebdomadaire | 1938 à 1968                                                       |
| Le Réveil de Louiseville     |        | Louiseville         | J.-Armand Foucher                  | hebdomadaire | 1938 à                                                            |

## 1940-1949
| Titre                 | Devise | Lieu        | Fondateur(s) | Périodicité  | Durée                                                                 |
| --------------------- | ------ | ----------- | ------------ | ------------ | --------------------------------------------------------------------- |
| Le Sport              |        | Shawinigan  |              | hebdomadaire | 13 avril 1945 au 24 mai 1946 (devient La Voix de Shawinigan en 1946)  |
| La Voix de Shawinigan |        | Shawinigan  |              | hebdomadaire | 7 juin 1946 à 1978 (devient La Voix de Shawinigan-Grand-Mère en 1978) |
| The Chibougamau Miner |        | Chibougamau |              | mensuel      | décembre 1949 à janvier 1950                                          |

## 1950-1959
| Titre                      | Devise | Lieu        | Fondateur(s) | Périodicité  | Durée                                 |
| -------------------------- | ------ | ----------- | ------------ | ------------ | ------------------------------------- |
| Le Courrier de Laviolette  |        | Grand-Mère  |              | hebdomadaire | 1952 à 1972                           |
| Perspectives               |        | Montréal    |              | hebdomadaire | 12 septembre 1959 au 18 décembre 1982 |
| Le Courrier de Chibougamau |        | Chibougamau |              | hebdomadaire | 1956 à 1957                           |
| Allô Police (revue)        |        | Montréal    |              | hebdomadaire | 1953 à 2003                           |

## 1960-1969
| Titre         | Devise | Lieu           | Fondateur(s)    | Périodicité  | Durée                   |
| ------------- | ------ | -------------- | --------------- | ------------ | ----------------------- |
| Libre Nation  |        | Trois-Rivières | Tony Le Sauteur | quotidien    | janvier 1962 à mai 1963 |
| L'Action      |        | Québec         |                 |              | 1962 à 1971             |
| Québec-Presse |        | Montréal       |                 | hebdomadaire | 1969 à 1974             |

## 1970-1979
| Titre           | Devise                                       | Lieu       | Fondateur(s)  | Périodicité  | Durée                           |
| --------------- | -------------------------------------------- | ---------- | ------------- | ------------ | ------------------------------- |
| L'Action-Québec |                                              | Québec     |               |              | 1971 à 1973                     |
| Le Jour         | « Le jour où nous serons maîtres chez nous » | Montréal   | Yves Michaud  | quotidien    | 28 février 1974 au 25 août 1976 |
| Le Pont         |                                              | Grand-Mère | Claude Rompré | hebdomadaire | 1979 à                          |

## 2000-2009
- 2009 : Ici Montréal

## À classer
- L'Appel (Sainte-Foy - Sillery)
- L'Avenir du Nord
- Le Bulletin, (Montréal)
- Le Courrier de Montmagny-L'Islet
- Le Courrier de Saint-Jean
- La Croix (Montréal)
- L'Écho des Bois-Francs
- Écho expansion (Rive-Sud de Montréal)
- L'éclaireur (Beauceville)
- L'Électeur (Québec, ... à 1896)
- L'Étoile (Trois-Rivières, ... à 1904)
- L'Étoile du Nord
- L'Événement
- La Gazette d'Arthabaska
- L'Industriel
- Le Fleuve (Rimouski)
- Le Jour (André Laurendeau)
- Le Journal de Fraserville
- Le Journal de Waterloo
- Le Lac Saint-Jean
- La Libre Parole (Québec)
- The Montreal Daily Herald
- The Montreal Daily Star
- Montreal Daily Witness
- La Nation (Saint-Jérôme)
- Le Nationaliste
- L'Opinion (Montréal)
- Le Peuple (Montmagny)
- Photo Journal (Montréal)
- Le Pionnier (Nominingue)
- Le Progrès de l'Est
- Le Progrès de Valleyfield
- Le Progrès du Golfe
- Le Progrès du Saguenay
- Le Quotidien (Lévis)
- Le Saint-Laurent
- Sherbrooke Daily Record
- Le Sorelois
- Le Spectateur (Hull)
- The Stanstead Journal
- Le Temps (Ottawa)
- Le Travailleur (Chicoutimi)
- La Tribune (Saint-Hyacinthe)
- The True Witness and Catholic Chronicle
- L'Union (Saint-Hyacinthe)
- L'Union des Cantons de l'Est
- La Vérité (Québec)
- La Vigie